# Gallegos de Hornija
Gallegos de Hornija (appelée Gallegos jusqu'en 1877) est une commune de la province de Valladolid dans la communauté autonome de Castille-et-León en Espagne.

## Sites et patrimoine
- Église San Martín.
- Chapelle de Nuestra Señora del Villar.
- Pont Herreriano.